# Helga Ramstad
Helga Ramstad, född 1875, död 1956, var en norsk politiker (Arbeiderpartiet). Hon blev 1928 den femte kvinnan som valdes in i det norska stortinget, där hon satt 1934-1936.